# Bayan-Kuli-Khan-Mausoleum

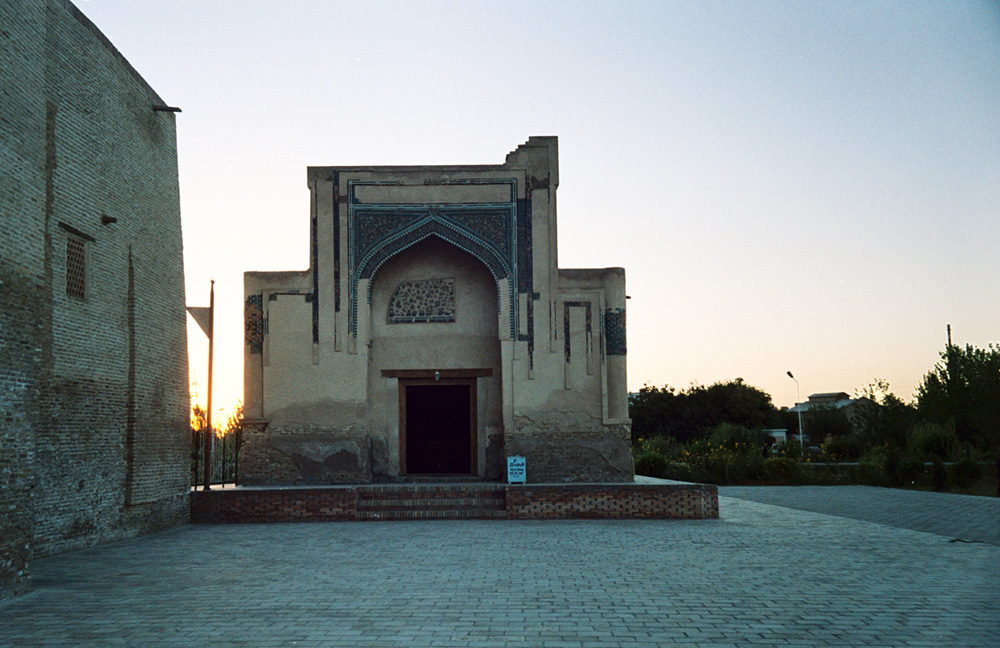
Bayan-Kuli-Khan-Mausoleum

Das Bayan-Kuli-Khan-Mausoleum ist ein Mausoleum in der usbekischen Stadt Buxoro.

## Lage
Das Mausoleum liegt südöstlich des historischen Zentrums von Buxoro etwa zwei km von dem Gebäudekomplex Labi Hovuz entfernt auf dem Weg nach Kogon unmittelbar neben dem Sayfiddin-Boharziy-Mausoleum.

## Beschreibung
Das Mausoleum ist die Grabstätte des Mongolen-Khans Bayan Kuli, der 1348–1358 einer der letzten Herrscher des Tschagatai-Khanats war. Das Gebäude ist ein kubischer Bau mit einer Grundfläche von etwa 12 m × 8 m. Der Zutritt erfolgt über die östlichen Schmalseite, der ein Pischtak mit Iwan vorgelagert ist. Der zuerst betretene Raum, ein Andachtsraum (Siarat-chane) hat einen etwa quadratischen Grundriss von 6 m × 6 m und ist von einer Kuppel überwölbt. Dahinter folgt der kleinere Grabraum (Gur-chane) mit dem Grab von Khan Bayan Kuli. Der ursprüngliche Keramikdekor ist nur teilweise erhalten. Vorherrschende Farben sind Dunkelblau, Hellblau und Weiß. Zu den Ornamenten zählen geometrische Muster, Kufi-Inschriften und Pflanzenmotive. Fragmente des Fassadendekors befinden sich im Victoria and Albert Museum in London und im Museum für Kunst und Gewerbe Hamburg.